# 枢密宫 (拉合尔)
枢密宫（Diwan-i-Khas）位于巴基斯坦旁遮普省拉合尔的拉合尔堡内。它是莫卧儿帝国皇帝接见朝臣和国宾的地方。
与觐见宫（Diwan-i-Aam）用于皇帝接见公众不同，皇帝在枢密宫处理国家事务。这里装饰精美，每次接见前的游行仪式，长达一小时。

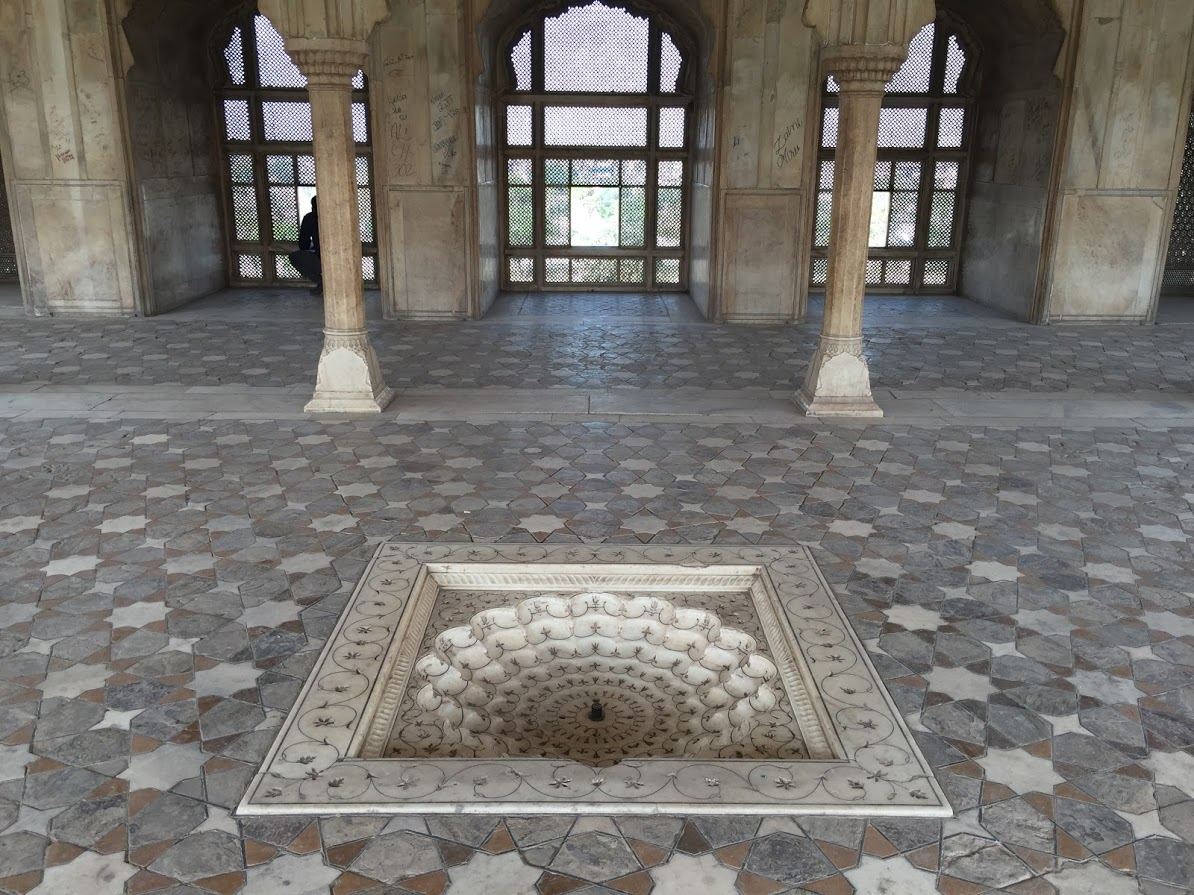